# パナソニック・ルートステン
パナソニック・ルートステン（ROUTESTAIN）は、パナソニック サイクルテックから販売されている通学用シティサイクルである。

## 概要
パナソニックとカインズホームの共同開発商品で、カインズがオススメしている車種の1つでもある（事実、ラジオ番組『猛烈昼下がり"アッパレ!ハレハレ"』でカインズホームを取材したとき、オススメ自転車はルートステンと言っている）。
サビに強いステンレスパーツを使用しているのが、この自転車の特徴といえる。BAAを獲得していたり、ガチガチロック標準装備など、安全面も優れている。
カインズホームの専売だった車種だが、最近では楽天等のネット通販でも売られている。
この自転車がパナソニックのHPに掲載されていないのは、一般の自転車店では販売されていないからであり、生産終了となったわけではない。

## 歴史

### 2005年モデル
- カタログには、この自転車が大きく掲載されていた。
- 通学向けの「S」、ママチャリ仕様の「W」の2種類のタイプ設定で登場した。

- 2006年にマイナーチェンジをして、反射板をドロヨケ装着型に変更する等の小変更がされた。

### 2007年モデル
- モデルチェンジをして、主にロゴデザインの変更、装備充実化がされた。そのためか値段が上がっている。ちなみにフレーム形状は、前モデルと同じ。
- タイプ「S」が廃止になり、新たに「SE」が追加された。

### 2008年モデル
- ロゴデザインの変更、ソーラーテールランプの追加がされた。フレーム形状は変化なし。
- 値段が2006年モデルと比べて約1万円高くなっている。

## グレード構成
カインズホームモデル
- SE-スクールシティ車モデルで、LEDライト標準装備など安全面重視。
- W-軽快車仕様のルートステン。キャリア等の実用装備が充実している。

その他・ネット販売モデル
- スペシャル
- デラックス

## 販売元
全国のカインズホームにて販売中。